# Mago Forest
Mago Forest o Mr. Forest, pseudonimo di Michele Foresta (Nicosia, 22 febbraio 1961), è un comico, showman e conduttore televisivo italiano.

## Biografia
Dopo aver ottenuto il diploma di Ragioniere e Perito Commerciale, si trasferisce a Milano, dove frequenta una scuola di mimo e teatro, Quelli di Grock, fondata da Maurizio Nichetti. Ingaggiato dalla compagnia "On the Road", si esibisce in molti cabaret milanesi per passare poi a Londra e Parigi. È in questo periodo che crea il suo personaggio, quello appunto del Mago Forest, chiamato anche Mr. Forest.
Nel 1984 partecipa come concorrente al gioco a quiz Autostop condotto da Marco Columbro. Notato da Renzo Arbore, nel 1988 partecipa alla trasmissione Indietro tutta!, suo primo approccio come intrattenitore televisivo. Inizia poi un rapporto lavorativo con Nino Frassica, con cui presenterà Grazie Mille (dove, munito di finto codino, interpreta con altri due colleghi il trio "I Fratelli di Fiorello"), Acqua calda, La grande sfida e I cervelloni.
Nel periodo 1990-1991 lavora nei panni di un malato dell'ospedale nel cast della serie Cri Cri che vede come protagonista Cristina D'Avena, nel 1996 comincia a farsi chiamare Mr. Forest o Mago Forest e partecipa alla prima edizione del Seven Show. Con Frassica, Foresta scrive il libro comico Come diventare maghi in 15 minuti che lo rende popolare al grande pubblico: la partecipazione prima al Seven Show e poi a Zelig, di cui detiene il record di presenze essendo stato ospite fisso sia con Simona Ventura che con Claudio Bisio, dal 1997 al 2001 accentuerà la sua popolarità. Dopo alcune apparizioni al Maurizio Costanzo Show nel 1999, è l'attore protagonista in alcune rappresentazioni teatrali come Snaporaz-Fellini, in cui interpreta Mandrake, e Che cos'ha Copperfield che io non ho.
Nel 2001 viene scelto dalla Gialappa's band per condurre la seconda edizione di Mai dire Maik, fantomatico quiz sui grandi pezzi che hanno reso famoso Mai dire Gol. Continuando ininterrottamente fino al 2009 con programmi come Mai dire Grande Fratello, Mai dire domenica, Mai dire Iene, Mai dire Lunedì, Mai dire Grande Fratello & Figli, Mai dire Candid, Mai dire Grande Fratello Show. Nell'estate del 2006 presenta il Festivalbar insieme a Cristina Chiabotto e Ilary Blasi. Dal 23 gennaio 2007 conduce il programma Mai dire Martedì con la Gialappa's Band. A settembre invece conduce Mai dire Candid con Ilary Blasi. Nella serata dei duetti del Festival di Sanremo 2008 si è esibito in coppia con il cantautore Tricarico, illustrandone visivamente la canzone Vita tranquilla.

Foresta tra le Ragazze Coccodè in Indietro tutta! (1987-1988)

Nel 2007 ha doppiato il personaggio Dr. Neo Cortex nei videogiochi Crash of the Titans e il sequel Crash: Il dominio sui mutanti, due capitoli della serie Crash Bandicoot. Nel 2008 lavora alla sit-com Taglia e cuci in coppia con Giovanni Cacioppo in onda sul canale satellitare Fox. Nel 2010 torna a lavorare come comico a Zelig, dove rimane anche nell'edizione 2011. Nel 2011 è nel cast del programma di Italia 1 Fenomenal e conduce insieme a Rossella Brescia il programma Uman - Take control. Nel 2012 torna a Zelig Arcimboldi in onda su Canale 5 con i suoi trucchi magici e nella stessa stagione televisiva veste i panni dell'avvocato Foresta, disturbatore comico degli ospiti di Piero Chiambretti al programma di Italia 1 Chiambretti Sunday Show - La Muzika sta cambiando.
Nel 2013 conduce la nuova edizione di Zelig Circus con Teresa Mannino. Conduce poi la seconda puntata di Zelig nel 2014. Dal 2015 è ospite fisso del programma in onda su Rai 2: Stasera tutto è possibile. Nel 2016 torna a far parte del cast di Zelig nella nuova edizione Zelig Event. Nel 2017 torna a lavorare con la Gialappa's Band, conducendo su Rai 2 il programma Rai dire Niùs, con Mia Ceran. Nel 2018 partecipa al programma dedicato al Campionato mondiale di calcio 2018 intitolato Balalaika - Dalla Russia col pallone in onda su Canale 5. Nel dicembre 2018 diventa presentatore del nuovo programma Mai Dire Talk, in onda su Italia 1. Dal 2019 è ospite fisso al tavolo del programma Che tempo che fa di Fabio Fazio. Nel novembre del 2021 e del 2022 torna ad esibirsi a Zelig con il suo personaggio. Nel frattempo nel 2022 partecipa alla seconda edizione del programma comico LOL - Chi ride è fuori e, successivamente, allo speciale natalizio LOL Xmas Special: chi ride è fuori (della quale è il vincitore). Da maggio 2023 conduce GialappaShow in onda su TV8.

## Vita privata
Nel 2004 conosce a Treviso  Angela, che diventerà sua moglie nel 2012.

## Filmografia parziale
- Anni 90 - Parte II, regia di Enrico Oldoini (1993)
- La grande prugna, regia di Claudio Malaponti (1999)
- Capitan Basilico 2 - I Fantastici 4+4, regia di Massimo Morini (2011)
- Com'è bello far l'amore, regia di Fausto Brizzi (2012)
- Improvvisamente Natale, regia di Francesco Patierno (2022)
- Quando, regia di Walter Veltroni (2023)
- Improvvisamente a Natale mi sposo, regia di Francesco Patierno (2023)

## Programmi televisivi
- Serata ticinese (TSI, 1982)
- Autostop (Italia 1, 1984)
- Indietro tutta! (Rai 2, 1987-1988)
- Cri Cri (Italia 1, 1990-1991)
- Acqua calda (Rai 2, 1992-1993)
- Grazie mille (Rai 1, 1994)
- La grande sfida (Canale 5, 1994)
- Seven Show (Italia 7, 1996)
- I cervelloni (Rai 1, 1997)
- Zelig (Italia 1, 1997-2001; Canale 5, 2010-2012, 2016, 2021-2022)
- Maurizio Costanzo Show (Canale 5, 1999)
- Paperissima Sprint (Canale 5, 1999)
- Mai dire Maik (Italia 1, 2001)
- Mai dire Grande Fratello (Italia 1, 2001)
- Mai dire Domenica (Italia 1, 2002-2004)
- Mai dire Iene (Italia 1, 2004)
- Le iene (Italia 1, 2004)
- Mai dire Lunedì (Italia 1, 2005)
- Galà della pubblicità (Italia 1, 2005)
- Mai dire Grande Fratello e figli (Italia 1, Canale 5, 2006)
- Festivalbar (Italia 1, 2006)
- Mai dire Martedì (Italia 1, 2007-2008)
- Mai dire Candid (Italia 1, 2007)
- Mai dire Grande Fratello Show (Italia 1, 2009)
- Fenomenal (Italia 1, 2011)
- Uman - Take Control! (Italia 1, 2011)
- Chiambretti Sunday Show (Italia 1, 2012)
- Zelig Circus (Canale 5, 2013-2014)
- Stasera tutto è possibile (Rai 2, 2015-2016, 2018)
- Masters of Magic (Canale 5, 2016)
- Milano-Roma (Rai 2, 2016)
- Rai dire Niùs (Rai 2, 2017)
- Balalaika - Dalla Russia col pallone (Canale 5, 2018)
- Che fuori tempo che fa (Rai 1, 2018-2019)
- Mai dire Talk (Italia 1, 2018-2019)
- Che tempo che farà (Rai 2, 2019-2020)
- Che tempo che fa (Rai 2, 2019-2020; Rai 3,  2020-2022)
- LOL - Chi ride è fuori (Prime video, 2022) Concorrente
- LOL Xmas Special: chi ride è fuori (Prime video, 2022) Concorrente
- Michelle Impossible & Friends (Canale 5, 2023) Co-conduttore
- GialappaShow (TV8, dal 2023)
- LOL Talent Show: chi fa ridere è dentro (Prime Video, 2023-2025)
- Motel Forest (Italia 1, 2024)

## Campagne sociali
Dal 2012 è testimonial dell'AVIS.

## Doppiatore
- Dr. Neo Cortex in Crash of the Titans (2007) e Crash: Il dominio sui mutanti (2008)
- John Frink Sr. ne I Simpson (episodio 15x01, 2005)